# Polní Voděrady
Polní Voděrady település Csehországban, a Kolíni járásban. Polní Voděrady Libodřice, Lošany és Dolní Chvatliny településekkel határos. Lakosainak száma 215 fő (2024. január 1.).

## Népesség
A település lakosságának változását az alábbi diagram mutatja:
| Lakosok száma | 434  | 445  | 403  | 310  | 206  | 129  | 171  | 186  | 212  | 215  |
|               | 1869 | 1890 | 1921 | 1950 | 1980 | 2001 | 2017 | 2019 | 2022 | 2024 |